# Автошлях Н 25
Автошля́х Н 25 (колишній Р 05) — автомобільний шлях національного значення України, за маршрутом Городище — Старокостянтинів. Проходить територією Рівненської і Хмельницької областей.
З'єднує село Городище на кордоні з Білоруссю та Старокостянтинів.
До 9 серпня 2017 року був автомобільним шляхом регіонального значення і мав маркування Р05.

## Загальна довжина
- Городище — Рівне — Старокостянтинів — 292,1 км.
- Під'їзди до м. Рівного — 2,7 км.
- Під'їзди до м. Нетішина — 2,4 км.
- Разом — 297,2 км.

## Маршрут
Починається з КПП «Городище» на кордоні з Білоруссю, біля села Городище, проходить через Дубровицю, Сарни, Костопіль, Рівне, Здолбунів, Острог, Нетішин,Славуту, Шепетівку та закінчується у Старокостянтинові. На кордоні дорога переходить у Білоруську трасу Р88.
Маршрутна карта автошляху Н25:
| Автошлях Н 25       |                             |               |
| Рівненська область  |                             |               |
| Сарненський район   |                             |               |
| КПП «Городище»      | Р88 Кордон з Білоруссю      | 0 км          |
| Городище            |                             | ~ 01 км.      |
| Дубровиця           | Р76                         | ~ 27 км.      |
| 32-й кілометр       | Т 1809                      | ~ 32 км.      |
| Бережниця           | Т 1817                      | ~ 49 км.      |
| Ремчиці             |                             | ~ 54 км.      |
| Сарни               | E373 М07 Т 1810             | ~ 65 км.      |
| Немовичі            | Т 1812                      | ~ 75 км.      |
| Рівненський район   |                             |               |
| 92-й кілометр       | — Малинськ, Т 1826          | ~ 92 км.      |
| Антонівка           | Т 1811                      | ~ 106 км.     |
| Костопіль           |                             | ~ 120 км.     |
| Великий Житин       | — Рівне, E40 М06 Р77 Т 1801 | ~ 150—165 км. |
| Здолбунів           | Т 1801                      | ~ 175 км.     |
| Острог              | Р26                         | ~ 205 км.     |
| Вельбівно           | — Бадівка, Р77              | ~ 209 км.     |
| Хмельницька область |                             |               |
| Шепетівський район  |                             |               |
| 215-й кілометр      | — Нетішин                   | ~ 215 км.     |
| Славута             | Т 1804                      | ~ 224 км.     |
| Шепетівка           | Р49 Т 2306 Т 2309           | ~ 250 км.     |
| 258-й кілометр      | — Ізяслав Т 2313            | ~ 258 км.     |
| Ленківці            | Р49                         | ~ 274 км.     |
| Хмельницький район  |                             |               |
| Мальки              |                             | ~ 288 км.     |
| Старокостянтинів    | Н03                         | 297,2 км.     |

## Галерея
| Автошлях Н 05, с. Городище в Дубровицькому р-ні | Автошлях Н 05, с. Тумень в Дубровицькому р-ні | Автошлях Н 05 біля міста Дубровиця | Автошлях Н 05 біля міста Дубровиця | Автошлях Н 05 в місті Острозі | Автошлях Н 05 біля міста Нетішин |